# Famille Beyens (Espagne)
Pour les articles homonymes, voir Beyens.

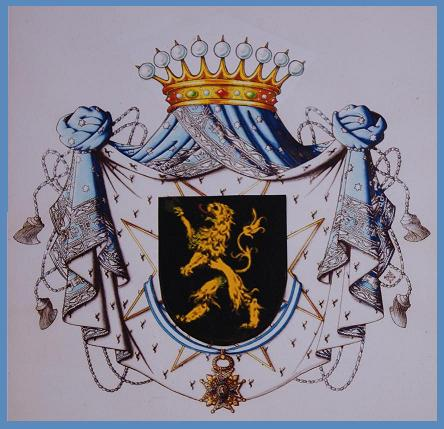
Armoiries de Don Lorenzo Beyens y Huwin, comte de Villamar, vicomte de San Lorenzo et chevalier de l’Ordre de Charles III

La famille Beyens est une famille de commerçants de Merksem près d’Anvers, dont les frères Josse Beyens et Cornelio Beyens, nés respectivement en 1666 et 1672 s'établirent à Cadix à la fin du XVIIe siècle.

## Origine
Cette famille Beyens était fort liée à la paroisse de Saint-Barthélémy à Merksem et l’on retrouve souvent ce nom dans les archives de cette paroisse, où ils avaient une situation modeste. Ainsi l’on y trouve citée une Lucia Beyens mariée à Thomas Bogaert qui écrivirent leur testament mutuel le 5 mai 1653. L’on y trouve aussi un Jean Beyens, sacristain de la paroisse et maître d’école de 1673 à 1695. Josse Beyens était charron, cité entre 1681 et 1703.
Joseph Beyens fut baptisé à Merksem le 17 avril 1639. Il était le fils de Jean Beyens et de Petronella Van Beren. Le 19 juillet 1662 il épousa à Wijnegem Anna Torrekens et ils eurent trois enfants : Anna, José (ou Josse) et Cornelio Beyens. Joseph Beyens mourut à Merksem le 8 février 1698.

## Marchands à Cadix
Cornélio Beyens naquit à Merksem en 1672 et mourut à Cadix en 1736 ou 1737. Il quitta la région anversoise en 1693 et résida durant deux ans à Madrid. Il avait auparavant été en contact à Bruges avec la famille des négociants brugeois Huwijn, qui avaient un comptoir à Cadix. Il déménagea en 1695 vers cette ville et le 3 mai 1699 il y épousa Marie Bruggemans.
Cornelio Beyens et son frère aîné José figurèrent bientôt parmi les plus importantes familles de marchands de Cadix. Cornelio devint Consul de la Nation Flamande.

## Anoblissement
Les enfants de Cornelio, Lorenzo, Rafaël et Alejandro Beyens entreprirent de faire reconnaître leur prétendue noblesse par la Chancellerie Royale de Grenade le 8 août 1766, sur base d’une fausse généalogie qui avait été approuvée par les services héraldiques de Bruxelles, où on les reconnaissait comme étant des descendants de la noble famille Beyens de Grambais. C’est ainsi que le roi d’Espagne, Fernand VI, reconnut la prétendue noblesse de la famille Cornelio Beyens-Bruggemans, sur base d’un affidavit émis en Brabant et délivré le 21 décembre 1754 par les rois d’armes et approuvé une semaine plus tard par le Conseil d’État à Bruxelles, avec référence à plusieurs membres de la famille Beyens de Grambais qui avaient exercé de hautes fonctions nobles. C’était là une usurpation de la part de descendants d’une modeste famille de Merksem.
La réputation des rois d’armes bruxellois de faire des faux moyennant finance était bien établie, le plus fameux d’entre eux étant le roi d’armes Jean de Launay qui fut pour cette raison pendu en place publique à Tournai.
Les archives de Merksem donnent une vision plus exacte.
Le 3 décembre 1773 le roi Charles III d’Espagne délivra à Lorenzo Beyens le titre héréditaire de comte de Villamar et de vicomte de San Lorenzo.
Cinq ans plus tard Lorenzo accéda à l’importante fonction politique de 'Sindico Personero', ou de 'représentant du peuple' à Cadix et il fut nommé le 4 juillet 1779 chevalier de l’Ordre de Charles III.
Après être ainsi entré dans la noblesse, les Beyens de Cadix abandonnèrent l’exercice du commerce et devinrent propriétaires terriens et officiers aux Gardes Wallonnes. Ce fut le cas pour Lorenzo Joseph et pour Joseph Maria, tous deux enfants de Lorenzo Beyens et de son épouse née Huwijn.
Leurs lointains descendants habitaient encore jusqu’au XXe siècle à Cadix et étaient officiers ou ingénieurs.

## Pour approfondir